# 奧萊赫·喬爾諾莫雷茨
奧萊赫·瓦西廖維奇·喬爾諾莫雷茨（羅馬化：Oleh Vasyliovych Chornomorets；1965年4月25日—2022年3月11日），乌克兰武装部队少校，曾在俄乌战争中服役，在2022年俄羅斯入侵烏克蘭期间表现出色。於2023年獲追授烏克蘭英雄稱號。